# TS Ostrovia
TS Ostrovia – koszykarski klub sportowy grający w Basket Lidze Kobiet. Siedziba klubu mieści się w Ostrowie.
Kolejowy Klub Sportowy Ostrovia powstał w 1909 roku, w roku 1996 najstarszy rdzennie polski klub w Wielkopolsce żegnał się z poszczególnymi sekcjami. Pierwszą sekcją, która odłączyła się od "matki", (zachowując jednak w nazwie Ostrovię), była żeńska sekcja koszykówki. Po zebraniu założycielskim 26.08.1996 powstało Towarzystwa Sportowego Ostrovia, która do dziś jest spadkobiercą wspaniałej tradycji Kolejowego Klubu Sportowego Ostrovia. Największym sukcesem koszykarek Ostrovii jest awans do najwyższej klasy rozgrywkowej w sezonie 2002/2003 i utrzymanie się w niej przez 2 sezony.
Od tego momentu pierwszy zespół Ostrovii regularnie grywa na zapleczu żeńskiej ekstraklasy, gdzie po odmłodzeniu składu drużyna z roku na rok notowała coraz lepsze wyniki; w sezonie 2010/2011 biało-czerwone uplasowały się na czwartym miejscu wśród prawie dwudziestu zespołów biorących udział w rozgrywkach, co było ich najlepszym osiągnięciem po opuszczeniu szeregów ekstraklasy. Rok później Ostrovia miała również włączyć się do walki o czołowe lokaty w pierwszej lidze, ale kilka pechowo przegranych spotkań sprawiło, że ostrowianki zmuszone były rywalizować w gronie drużyn walczących o utrzymanie. Grupę tę wygrały jednak bez trudu i ostatecznie zakończyły sezon na miejscu dziewiątym.

## Towarzystwo Sportowe OSTROVIA Ostrów Wielkopolski
- Jednosekcyjny Klub Koszykówki Żeńskiej
- Barwy: Biało-Czerwone
- rok założenia: 1996
- Siedziba: ul. Zamenhofa 9
- Sekretariat: ul. Zamenhofa 9
- 63-400 Ostrów Wielkopolski

## Hala

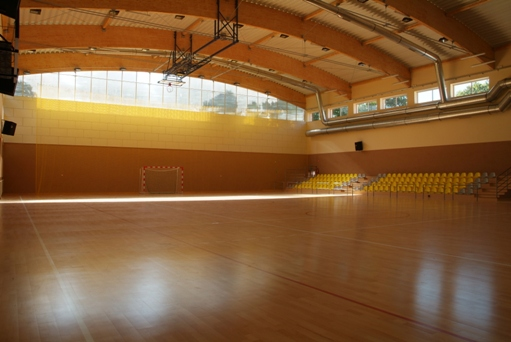
Hala na której Ostrovia rozgrywa zawody

- ul. Wrocławska 51

- Pojemność : 280 miejsc

## Władze klubu
- Prezes Klubu: Włodzimierz Szymanowski
- Członek zarządu: Sławomir Kowalczuk
- Członek zarządu: Tomasz Papierski
- Członek zarządu: Marian Lamczak
- Działacz: Henryk Gałęski

## Historia

### Sezon 2017-2018
Stan na 8 kwietnia 2018, na podstawie.
| Nr | Poz. | Nar.              | Nazwisko i imię     | Data urodzenia | Wzrost | Masa ciała |
| -- | ---- | ----------------- | ------------------- | -------------- | ------ | ---------- |
| 4  | SG   | Polska            | Joks, Katarzyna     | 1997-02-15     | 170 cm |            |
| 5  | C    | Francja           | Mfoula, Marie Ange  | 1992-05-31     | 188 cm |            |
| 7  | PG   | Polska            | Naczk, Monika       | 1995-02-23     | 170 cm |            |
| 8  | SF   | Polska            | Mielczarek, Edyta   | 1989-05-08     | 178 cm |            |
| 9  | SG   | Polska            | Nowicka, Sandra     | 1992-02-15     | 170 cm |            |
| 10 | SG   | Polska            | Walczak, Anna       | 2000-07-26     | 173 cm |            |
| 12 | SF   | Polska            | Żurkowska, Karolina | 1980-03-28     | 173 cm |            |
| 15 | SF   | Polska            | Jasnowska, Monika   | 1992-08-29     | 182 cm |            |
| 16 | SG   | Polska            | Motyl, Katarzyna    | 1987-04-17     | 173 cm |            |
| 18 | C/F  | Polska            | Jaworska, Katarzyna | 1994-04-17     | 188 cm |            |
| 22 | C    | Stany Zjednoczone | Lewis, Breanna      | 1994-06-22     | 196 cm |            |
| 24 | PG   | Stany Zjednoczone | Jones, Jordan       | 1993-11-22     | 168 cm |            |
| 32 | SG   | Polska            | Kowalczyk, Agata    | 1999-03-23     | 169 cm |            |
| 44 | PF   | Ukraina           | Ruljowa, Hanna      | 1986-06-08     | 182 cm |            |

Trener:  Wadim Czeczuro
W trakcie sezonu odeszły: Dita Rozenberga (19.01.2018), Karolina Puss (29.01.2018)

W trakcie sezonu przyszły: Hanna Ruljowa (21.01.2018)

### Sezon 2012/2013
Sztab
- Trenerzy: Kasper Smektała, Jacek Wawrzyniak

Zawodniczki
| TS Ostrovia Ostrów Wielkopolski Skład: |        |                     |                      |
| 4                                      | Polska | Łuczak Maria        | (1996-02-15, 163 cm) |
| 5                                      | Polska | Skupińska Magdalena | (1996-02-29, 175 cm) |
| 6                                      | Polska | Cebulska Martyna    | (1991-11-20, 169 cm) |
| 7                                      | Polska | Pawlak Aleksandra   | (1993-05-13, 173 cm) |
| 8                                      | Polska | Mielczarek Edyta    | (1989-05-08, 178 cm) |
| 9                                      | Polska | Misiek Agnieszka    | (1991-01-07, 181 cm) |
| 10                                     | Polska | Parysek Magdalena   | (1989-10-27, 184 cm) |
| 11                                     | Polska | Krygowska Agata     | (1987-12-21, 170 cm) |
| 12                                     | Polska | Szymańska Katarzyna | (1989-12-22, 170 cm) |
| 13                                     | Polska | Rosa Katarzyna      | (1984-02-07, 175 cm) |
| 14                                     | Polska | Czaska Małgorzata   | (1991-08-13, 182 cm) |
| 15                                     | Polska | Kaczmarek Karolina  | (1987-03-12, 178 cm) |